# Bupleurum foliosum
Bupleurum foliosum là một loài thực vật có hoa trong họ Hoa tán. Loài này được Salzm. ex DC. mô tả khoa học đầu tiên năm 1830.